# Scopula paneliusi
Scopula paneliusi är en fjärilsart som beskrevs av Claude Herbulot 1957. Scopula paneliusi ingår i släktet Scopula och familjen mätare. Inga underarter finns listade.